# هجوم عقارب والمبعوجة
هجوم عقارب والمبعوجة هو هجوم مسلح تعرضت له قرية عقارب وقرية المبعوجة الواقعتان بمحافظة حماة في سوريا خلال الحرب الأهلية السورية.

## التسلسل الزمني للأحداث
كانت محافظة حماة مقسمة إلى أجزاء يتقاسم السيطرة عليها كل من الجيش السوري وفصائل المعارضة السورية وتنظيم الدولة الإسلامية في العراق والشام (داعش)، كانت القوات التابعة للمُعارضة السورية تسيطر على المناطق الواقعة في ريف حماة الشمالية بينما، خضع ريف حماة الشرقي لسيطرة تنظيم الدولة الإسلامية.
في فجر يوم 18 مايو (أيار) 2017، هاجم مقاتلو تنظيم الدولة الإسلامية في العراق والشام (داعش) قريتي عقارب والمبعوجة الواقعتان شرق محافظة حماة. كان غالبية سكان قرية عقارب من المنتمين للطائفة إسماعيلية، بينما كان سكان قرية المبعوجة مزيج من السنة والجعفرية والإسماعيلية. تمكن مقاتلو تنظيم الدولة الإسلامية في اليوم الأول من الهجوم من السيطرة على قرية عقارب بأكملها وعلى أجزاء من قرية المبعوجة، ولكن سُرعان ما نجحت قوات الجيش السوري والقوات الموالية لها في اليوم التالي في التصدي للمهاجمين وتمكنت من استعادة السيطرة على المواقع التي استولى عليها تنظيم الدولة الإسلامية في القريتين خلال الهجوم.

## الخسائر البشرية
كشف التقرير المبدئي الذي أصدره المرصد السوري لحقوق الإنسان أن الهجوم الذي تعرضت له قرى عقارب والمبعوجة في يومي 18 و19 مايو (أيار) 2016 أدى إلى مقتل 52 قتيلًا، كما تحدثت الوكالة العربية السورية للأنباء (سانا) عن مقتل قرابة 52 شخصًا بينهم 20 مدنيا في قرية عقارب، وقد وُجدت معظم جثث القتلى مقطوعة الرأس ومقطعة الأوصال. وفي 19 مايو (أيار) 2017، أصدر المرصد السوري لحقوق الإنسان تقريرًا معدّلًا قدّر فيه عدد القتلى الذين خلفهم الهجوم على القريتين بما لا يقل عن 26 مقاتلًا من تنظيم الدولة الإسلامية (داعش) و27 قتيلًا من قوات الدفاع الوطني، بالإضافة إلى ما لا يقل عن 25 مدنيًا من بينهم أربع نساء وخمسة أطفال. كانت قرية المبعوجة قد شهدت هجومًا آخر من مقاتلي تنظيم الدولة الإسلامية من قبل في مارس (آذار) 2015، والذي أعدم خلاله مقاتلو داعش 37 مدنيا بينهم طفل، وأسروا 50 آخرين من مواطني القرية.